# 馬込惟長
馬込 惟長（まごめ これなが/ただなが、文化11年9月19日（1814年10月31日） - 1884年（明治17年）8月8日）は江戸の筆頭名主馬込勘解由家最後の当主。明治維新後は栃木県での養蚕業などを試みた。

## 生涯

### 江戸時代
文化11年（1814年）9月19日、相模国三浦郡西浦賀村の旧家浦島清五郎の次男として生まれた。江戸大伝馬町の名主馬込惟徳の妹かめと結婚し、馬込家に婿入りした。初名は格。文政12年（1829年）から天保12年（1841年）にかけての勘定奉行内藤矩佳の近習役を務めた。この頃、若さのため散財し、内藤家勝手用人吉永清助の家で食事の提供を受けるなどした。
天保11年（1840年）に養父惟徳が死去しており、遅くともこの時点から馬込家当主として名主・伝馬役を担った。馬込家の支配地域は広く、伝馬役も多忙だったため、町政は家主等に任せて直接関与することは少なく、弘化2年（1845年）大伝馬塩町の住民が同町七兵衛の横暴を町奉行所に張訴した事件では、名主も茶の湯・俳諧にかまけて取り合ってくれないと非難されている。このほか馬込家は宇都宮藩戸田家に金銭を貸し付けながら藩の財務を取り仕切っており、幕末の財政難において領内の新田開発を進めるなどして財政再建に尽力した。
文久2年（1862年）縁戚の田島増太郎を養子とし、文久3年（1863年）道中伝馬役見習とした。

### 新政府下の公務
慶応4年（1868年）新政府下で町法改正掛、11月定世話掛となった。明治2年（1869年）名主役の廃止後も、三番組中年寄、中年寄総代として引き続き町政を率いた。慶応4年（1868年）4月10日、町法改正掛としての働きにより村松源六・木村定治郎と共に苗字帯刀を許された。明治3年（1870年）勘解由から彦一郎に改称し、1873年（明治6年）からは諱の惟長を名乗った。読みは「これなが」か「ただなが」か不明。
一方の伝馬役については、戊辰戦争においては養子増太郎が新政府軍の輜重を担ったものの、明治2年（1869年）旧来の伝馬役に代わって価格競争制による東京伝馬所の設立が進められると、これには参入せず、公用輸送の任務からは手を引いた。
明治4年（1871年）の大区小区制により第一大区十四小区・第五大区十一小区戸長、明治5年（1872年）4月7日第一大区小十四区二等戸長となるも、同年東京府の引き止めを振り切って辞任、1873年（明治6年）2月第一中学区取締役も辞任し、民間事業に転身した。

### 新事業の試み
明治4年（1871年）の廃藩置県により、宇都宮藩に貸し付けていた8万両余りのうち約8割が貸し倒れ、大きな打撃を受けた。栃木県で士族授産のため養蚕業が進められると、1873年（明治6年）以降、旧藩関係者を通じて芳賀郡中村・粕田村・寺分村等の桑畑を手に入れ、蚕種製造に参画した。同地では葡萄栽培も行った。
1874年（明治7年）5月、兵庫県赴任中の養子為助を廃嫡し、その子為一に家督を譲った。1878年（明治11年）7月、第1回東京府会議員選挙で日本橋区選出により当選を果たしたが、辞退した。
1879年（明治12年）、東京での石材需要の高まりを受けて、栃木県吏仲田信亮とともに大谷石の輸送販売事業を計画したが、鉄道開通前のことであり、馬と舟運では採算が見込めず、実現しなかった。同じ頃、綿糸紡績器械の試験を行い、また土佐藩出身の島田義樹と栃木県での麻糸製造事業も計画しているが、いずれも実現した形跡はない。
1880年（明治13年）5月17日から1884年（明治17年）7月24日までは日記が残っており、1881年（明治14年）5月に向島区寺島村の借家で島田と紙漉き事業を開始したことがわかる。明治14年（1881年）、大伝馬町の土地・家屋を手放し、浅草区北田原町三丁目11番地渡辺春吉方に転居した。1884年（明治17年）8月8日、死去した。

## 家族
- 実父：浦島清五郎
幕府代官中村八太夫手代または手附[2]。相模国三浦郡西浦賀村の旧家で、代々同郡大庄屋[2]。
- 義父：馬込勘解由惟賢（安永6年（1777年） - 天保2年（1831年）9月20日[1]）
9代当主。8代是承の長男[1]。通称は平八とも[1]。
- 義母：ふみ（天明2年（1782年） - 嘉永3年（1850年）8月23日[1]）
武蔵国足立郡小針村の忍藩奥平松平家家来田島新六の嫡女[24]。
- 義兄：馬込平八郎惟徳（文化5年（1808年） - 天保11年（1840年）4月10日[1]）
10代当主。惟賢の長男[1]。
- 妻：亀（文化11年（1814年）11月14日 - 1880年（明治13年）9月18日[1]）
惟賢の末女[1]、惟徳の妹[3]。幼名は鶴[1]。
- 子：平八郎
安政末年に名前が見えるが、不詳[3]。
- 長女：みち[25]（? - 1880年（明治13年）[26]）
見千[25]、見知、美知[27]、道子[26]とも。旧宇都宮藩戸田家との親交が確認できる[27]。
- 次女：すず[25]
- 養子：湯本義憲
縁戚田島新六の子[7]。文久2年（1862年）から明治3年（1870年）まで養子[7]。
- 養子：為助
浦島亨の子[28]。